# Kanton Pau-Ouest
Pau-Ouest is een voormalig kanton van het Franse departement Pyrénées-Atlantiques. Het kanton maakte deel uit van het arrondissement Pau. Het werd opgeheven bij decreet van 25 februari 2014, met uitwerking op 22 maart 2015.

## Gemeenten
Het kanton Pau-Ouest omvatte de volgende gemeenten:
- Gelos
- Mazères-Lezons
- Narcastet
- Pau (deels, hoofdplaats)
- Rontignon
- Uzos